# Collectif urgence Darfour
Le Collectif Urgence Darfour (CUD) a été créé le 8 février 2005 à l’initiative de huit associations parmi lesquelles Ni putes ni soumises, Mouvement pour la paix et contre le terrorisme, SOS Racisme, Medbridge et la LICRA,.

## Histoire
Dès sa création en 2005, le CUD invitait l'ensemble des représentants de la société civile, les organisations humanitaires, politiques, syndicales, antiracistes et de défense des droits de l'homme, les organisations de femmes, les personnalités de tous horizons et tous nos concitoyens à le rejoindre afin de revendiquer :
- l'arrêt immédiat des exactions, crimes et massacres « racistes », crimes de guerre et crimes contre l'humanité à l'encontre des populations civiles noires du Darfour, perpétrés par le gouvernement soudanais et les milices[3]djanjawids/Janjaweed,
- le retour des réfugiés et déplacés sur leurs terres avec l'assurance de leur sécurité, et la mise en place de toutes les dispositions nécessaires à l’acheminement de l’aide alimentaire et à la reconstruction de leur agriculture dévastée,
- l’arrestation et le jugement des responsables des crimes de guerre, crimes contre l'humanité et actes avec intention génocidaire commis au Darfour.

En juillet 2006, le premier meeting du CUD organisé au Théâtre de la Madeleine et animé par Daniela Lumbroso réunit pour la première fois en France de très nombreuses personnalités du monde politique et artistique, des représentants d'ONG et des sportifs. En mars 2007, l'action du CUD sera particulièrement remarquée grâce à l'organisation d'un meeting à la Mutualité qui permettra la signature d'un acte d'engagement pour le Darfour par l'ensemble des candidats à l'élection présidentielle.
Le CUD se mobilise en 2008 pour utiliser la tribune des Jeux olympiques de Pékin. En avril 2010, il organise un événement à Lyon regroupant plusieurs hautes personnalités politiques et associatives et où Julien Cohen interprétera pour la première fois sa composition Save Darfur.
En 2012, le collectif réalise une campagne conçue par Jacques Bronzon.
Depuis 2013, au-delà de ses appels pour sensibiliser à la situation humanitaire du Soudan, le Collectif Urgence Darfour soutient les actions médicales du docteur Tom Catena. Ce médecin américain a monté un hôpital au cœur du Soudan du Sud dans la région du Khodorfan du Sud.

### Actions pour sauver Meriam Yahia Ibrahim Ishag condamnée à mort par l'État soudanais
Le 15 mai 2014, Meriam Yahia Ibrahim Ishag a été condamnée à mort par un tribunal de Khartoum au Soudan. Elle a été jugée pour apostasie, en vertu de la loi islamique soudanaise qui interdit les conversions sous peine de mort. Enceinte de huit mois, la jeune femme, âgée de 27 ans, est détenue avec son fils de 20 mois.
Née d’un père musulman absent durant son enfance, Meriam Yahia Ibrahim Ishag a été élevée par sa mère, chrétienne orthodoxe. « Je suis chrétienne et je n’ai jamais fait acte d’apostasie » a déclaré la jeune femme avant que le juge ne prononce la sentence. Le juge Abbas Mohammed Al-Khalifa a déclaré : « Nous vous avons donné trois jours pour abjurer votre foi, mais vous avez insisté pour ne pas revenir vers l’islam, je vous condamne à la peine de mort par pendaison ». 
Meriam Yahia Ibrahim Ishag a également été condamnée à cent coups de fouet pour « adultère », pour s’être mariée à un Sud-Soudanais chrétien. Selon la Charia, en vigueur au Soudan depuis 1983, une musulmane ne peut épouser un homme d’une autre religion.
Le Collectif Urgence Darfour à travers son président Jacky Mamou a lancé une campagne internationale auprès des femmes pour la libérer et obtenir l'annulation de sa condamnation à mort. Cet appel a été publié dans le journal Libération.
En janvier 2020, le président Jacky Mamou faisait le point sur la situation militaire et sur les dizaines de morts au Darfour 

## Actions et composantes
L'objectif du Collectif Urgence Darfour est d'abord de sensibiliser l'opinion publique et d'alerter les médias au drame vécu par les populations civiles du Darfour depuis 2003, à l'image de la Save Darfur Coalition aux États-Unis.
Le Collectif Urgence Darfour bénéficie du soutien de plus de 120 associations françaises et de 250 personnalités.
Au sein du bureau du CUD nous retrouvons les représentants d'associations tels le Comité Soudan avec Diagne Chanel comme vice-présidente, mais aussi : Étienne Allais (SOS Racisme), Pierre Bernheim (LICRA), Huguette Chomski-Magnis (MPCT), Simone Dumoulin (Vigilance Soudan), Pierre Henry (France terre d’asile), Alain Ngirinshuti (Ibuka), Richard Odier (Centre Simon Wiesenthal France), Séta Papazian (Collectif VAN), Cindy Pétrieux (Confédération étudiante), Sacha Reingewirtz(UEJF), Simone Rodan (AJC France), Yoann Sportouch (UEJF) ou Loris Toufanian (Nor Séround).
Le CUD est présent pour sensibiliser les sociétés européennes à la situation qui perdure au Soudan du Sud depuis la proclamation de l'indépendance face aux combats engagés par le gouvernement de Khartoum. 
Le comité de direction du Collectif Urgence Darfour en 2014 est composé de :
- président : Jacky Mamou,
- vice-présidents : Diagne Chanel (Comité Soudan), Caroline Madsac,
- secrétaire générale : Audrey Moutot,
- délégués généraux : Bernard Schalscha, Claire Ferey, Delphine Kaufmann, Ilana Soskin,
- trésorière : Dominique Tsikas.